# Succulentes
Succulentes (abreviado Succulentes) es una revista ilustrada con descripciones botánicas que es editada en Montecarlo desde el año 1977.

## Publicaciones
Ser. 1, nos. 1-4, 1977-1978
ser. 2, nos. 1-4, 1979-1980
ser. 3, nos. 1-4, 1981-1982
n.s. no. 1+, 1983+